# Championnats d'Europe de trampoline 2022
Navigation
2021 2024
La 28e édition des championnats d'Europe de trampoline, double mini-trampoline et tumbling ont lieu du 1er au 5 juin 2022 à Rimini en Italie.
La compétition est marquée par l'exclusion des délégations russes et biélorusses, qui avaient dominé la dernière édition, à cause de l'invasion de l'Ukraine par la Russie.
.

## Podiums

### Senior
| Épreuves                | Or                                                                            | Argent                                                                | Bronze                                                                            |
| ----------------------- | ----------------------------------------------------------------------------- | --------------------------------------------------------------------- | --------------------------------------------------------------------------------- |
| Hommes                  |                                                                               |                                                                       |                                                                                   |
| Trampoline              | Allan Morante (FRA)                                                           | Pierre Gouzou (FRA)                                                   | Anton Davydenko (UKR)                                                             |
| Double Mini             | David Franco (ESP)                                                            | Lewis Gosling (GBR)                                                   | Andrés Martinez (ESP)                                                             |
| Tumbling                | Rasmus Steffensen (DEN)                                                       | Mikhail Malkin (AZE)                                                  | Adam Matthiesen (DEN)                                                             |
| Synchro                 | Allemagne- Fabian Vogel - Matthias Pfleiderer                                 | Portugal- Diogo Abreu - Pedro Ferreira                                | Grèce- Nikolaos Savvidis - Marios Grapsas                                         |
| Trampoline par équipes  | France- Morgan Demiro-o-Domiro - Pierre Gouzou Allan Morante - Florestan Riou | Portugal- Diogo Abreu - Pedro Ferreira - Lucas Santos - Ruben Tavares | Grande-Bretagne- Tyler Code-Dyer - Rhys Northover - Zak Perzamanos - Andrew Stamp |
| Double Mini par équipes | Espagne- David Franco - Carlos del Ser - Andrés Martinez                      | Belgique- Kobe Antheunis - Aaron Kusdemir - Wannes Geens              | Grande-Bretagne- Otis McAullife - Marshall Frost - Lewis Gosling                  |
| Tumbling par équipes    | Grande-Bretagne- Kristof Willerton - Jaydon Paddock - Ramarni Levena          | Danemark- Martin Abildgaard - Adam Matthiesen - Rasmus Steffensen     | Azerbaïdjan- Adil Hajizada - Tofig Aliyev - Mikhail Malkin                        |
| Femmes                  |                                                                               |                                                                       |                                                                                   |
| Trampoline              | Bryony Page (GBR)                                                             | Luba Golovina (GEO)                                                   | Léa Labrousse (FRA)                                                               |
| Double Mini             | Kirsty Way (GBR)                                                              | Lina Sjöberg (SWE)                                                    | Diana Gago (POR)                                                                  |
| Tumbling                | Candy Brière-Vetillard (FRA)                                                  | Megan Kealy (GBR)                                                     | Megan Surman (GBR)                                                                |
| Synchro                 | Grande-Bretagne- Bryony Page - Isabelle Songhurst                             | Pays-Bas- Isabelle Schuring - Niamh Slattery                          | Géorgie- Anano Apakidze - Teona Janjgava                                          |
| Trampoline par équipes  | Espagne- Melania Rodriguez - Marina Chavarria - Noemi Romero Rosario          | Géorgie- Teona Janjgava - Anano Apakidze - Luba Golovina              | Allemagne- Gabriela Stöhr - Leonie Adam - Luka Kristien Frey                      |
| Double Mini par équipes | Grande-Bretagne- Bethany Williamson - Kim Beattie - Kirsty Way                | Portugal- Diana Gago - Sara Guido - Maria Carvalho                    | Espagne- Erica Sanz - Alejandra Brana - Melania Rodriguez                         |
| Tumbling par équipes    | France- Émilie Wambote - Maëlle Dumitru-Marin - Candy Brière-Vetillard        | Grande-Bretagne- Megan Kealy - Demi Adams - Megan Surman              | Belgique- Laura Vandevoorde - Evi Milh - Tachina Peeters                          |